# 扎韋爾希
49°51′2″N 23°2′33″E / 49.85056°N 23.04250°E
扎韋爾希（烏克蘭語：Заверхи），是烏克蘭西部的村莊，隸屬利維夫州的亞沃里夫區。該村始建於1940年，面積0.77平方公里，海拔高度196米，2001年人口401，人口密度每平方公里519.43人。